# Campionati italiani di sci alpino 2016
I Campionati italiani di sci alpino 2016 si sono svolti a Monte Pora e Sella Nevea dal 23 al 30 marzo. Il programma ha incluso gare di discesa libera, supergigante, slalom gigante, slalom speciale e combinata, tutte sia maschili sia femminili; tuttavia la gara di slalom gigante femminile è stata annullata.
Trattandosi di competizioni valide anche ai fini del punteggio FIS, vi hanno partecipato anche sciatori di altre federazioni, senza che questo consentisse loro di concorrere al titolo nazionale italiano. 

## Risultati

### Uomini

#### Discesa libera
| Pos. | Atleta              | Nazione | Tempo   |
| ---- | ------------------- | ------- | ------- |
| 1    | Christof Innerhofer | Italia  | 1:06,38 |
| 2    | Mattia Casse        | Italia  | 1:07,09 |
| 3    | Peter Fill          | Italia  | 1:07,33 |
| 4    | Guglielmo Bosca     | Italia  | 1:07,65 |
| 5    | Emanuele Buzzi      | Italia  | 1:07,66 |
| 6    | Silvano Varettoni   | Italia  | 1:07,79 |
| 7    | Paolo Pangrazzi     | Italia  | 1:07,84 |
| 8    | Federico Paini      | Italia  | 1:07,95 |
| 9    | Matteo De Vettori   | Italia  | 1:08,09 |
| 10   | Nicolò Cerbo        | Italia  | 1:08,20 |

Data: 24 marzo

Località: Sella Nevea

Ore: 10.00 (UTC+1)

Pista: 

Partenza: 1 720 m s.l.m.

Arrivo: 1 120 m s.l.m.

Dislivello: 600 m

Tracciatore: Alberto Ghidoni

#### Supergigante
| Pos. | Atleta               | Nazione | Tempo   |
| ---- | -------------------- | ------- | ------- |
| 1    | Mattia Casse         | Italia  | 1:12,13 |
| 2    | Guglielmo Bosca      | Italia  | 1:12,39 |
| 3    | Luca De Aliprandini  | Italia  | 1:12,67 |
| 4    | Peter Fill           | Italia  | 1:12,72 |
| 5    | Michelangelo Tentori | Italia  | 1:13,02 |
| 6    | Emanuele Buzzi       | Italia  | 1:13,17 |
| 7    | Riccardo Tonetti     | Italia  | 1:13,32 |
| 8    | Matteo De Vettori    | Italia  | 1:13,42 |
| 9    | Florian Schieder     | Italia  | 1:14,02 |
| 10   | Paolo Pangrazzi      | Italia  | 1:14,19 |

Data: 25 marzo

Località: Sella Nevea

Ore: 10.00 (UTC+1)

Pista: 

Partenza: 1 640 m s.l.m.

Arrivo: 1 120 m s.l.m.

Dislivello: 520 m

Tracciatore: Alberto Ghidoni

#### Slalom gigante
| Pos. | Atleta              | Nazione | Tempo   |
| ---- | ------------------- | ------- | ------- |
| 1    | Riccardo Tonetti    | Italia  | 1:51,78 |
| 2    | Luca De Aliprandini | Italia  | 1:51,96 |
| 3    | Florian Eisath      | Italia  | 1:52,10 |
| 4    | Hannes Zingerle     | Italia  | 1:52,16 |
| 5    | Manfred Mölgg       | Italia  | 1:52,38 |
| 6    | Marco Manfrini      | Italia  | 1:52,41 |
| 7    | Stefano Baruffaldi  | Italia  | 1:52,47 |
| 8    | Daniele Sorio       | Italia  | 1:52,50 |
| 9    | Alex Zingerle       | Italia  | 1:52,52 |
| 10   | Giordano Ronci      | Italia  | 1:52,53 |

Data: 29 marzo

Località: Monte Pora

1ª manche:

Ore: 

Pista: 

Partenza: 1 860 m s.l.m.

Arrivo: 1 550 m s.l.m.

Dislivello: 310 m

Tracciatore: Daniele Simoncelli

2ª manche:

Ore: 

Pista: 

Partenza: 1 860 m s.l.m.

Arrivo: 1 550 m s.l.m.

Dislivello: 310 m

Tracciatore: Alexander Prosch

#### Slalom speciale
| Pos. | Atleta             | Nazione   | Tempo   |
| ---- | ------------------ | --------- | ------- |
| 1    | Patrick Thaler     | Italia    | 1:25,19 |
| 2    | Cristian Deville   | Italia    | 1:25,34 |
| 3    | Tommaso Sala       | Italia    | 1:25,46 |
| 4    | Manfred Mölgg      | Italia    | 1:25,71 |
| 5    | Fabian Bacher      | Italia    | 1:25,79 |
| 6    | Stefano Baruffaldi | Italia    | 1:25,97 |
| 7    | Hans Vaccari       | Italia    | 1:26,03 |
| 8    | Joonas Räsänen     | Finlandia | 1:26,15 |
| 9    | Simon Maurberger   | Italia    | 1:26,30 |
| 10   | Andrea Testa       | Italia    | 1:26,43 |

Data: 30 marzo

Località: Monte Pora

1ª manche:

Ore: 

Pista: 

Partenza: 1 708 m s.l.m.

Arrivo: 1 550 m s.l.m.

Dislivello: 158 m

Tracciatore: Stefano Costazza

2ª manche:

Ore: 

Pista: 

Partenza: 1 708 m s.l.m.

Arrivo: 1 550 m s.l.m.

Dislivello: 158 m

Tracciatore: Ivan Nicco

#### Combinata
| Pos. | Atleta            | Nazione | Tempo   |
| ---- | ----------------- | ------- | ------- |
| 1    | Matteo De Vettori | Italia  | 1:49,59 |
| 2    | Nicolò Cerbo      | Italia  | 1:50,44 |
| 3    | Paolo Pangrazzi   | Italia  | 1:50,47 |
| 4    | Emanuele Buzzi    | Italia  | 1:50,73 |
| 5    | Federico Paini    | Italia  | 1:50,76 |
| 6    | Guglielmo Bosca   | Italia  | 1:51,28 |
| 7    | Mattia Casse      | Italia  | 1:51,44 |
| 7    | Pascal Rizzi      | Italia  | 1:51,44 |
| 9    | Andrea Chiesa     | Italia  | 1:51,86 |
| 10   | Andrea Ravelli    | Italia  | 1:52,33 |

Data: 24 marzo

Località: Sella Nevea

1ª manche:

Ore: 14.30 (UTC+1)

Pista: 

Partenza: 1 720 m s.l.m.

Arrivo: 1 120 m s.l.m.

Dislivello: 600 m

Tracciatore: Alberto Ghidoni

2ª manche:

Ore: 

Pista: 

Partenza: 

Arrivo: 

Dislivello: 

Tracciatore: Alexander Prosch

### Donne

#### Discesa libera
| Pos. | Atleta            | Nazione | Tempo   |
| ---- | ----------------- | ------- | ------- |
| 1    | Elena Fanchini    | Italia  | 1:09,29 |
| 2    | Sofia Goggia      | Italia  | 1:09,39 |
| 3    | Johanna Schnarf   | Italia  | 1:09,52 |
| 4    | Nadia Fanchini    | Italia  | 1:09,61 |
| 5    | Federica Brignone | Italia  | 1:09,93 |
| 6    | Laura Pirovano    | Italia  | 1:10,37 |
| 7    | Marta Bassino     | Italia  | 1:10,90 |
| 8    | Verena Gasslitter | Italia  | 1:10,93 |
| 9    | Elena Curtoni     | Italia  | 1:11,29 |
| 10   | Roberta Melesi    | Italia  | 1:11,31 |

Data: 24 marzo

Località: Sella Nevea

Ore: 11.30 (UTC+1)

Pista: 

Partenza: 1 750 m s.l.m.

Arrivo: 1 120 m s.l.m.

Dislivello: 630 m

Tracciatore: Alberto Ghezze

#### Supergigante
| Pos. | Atleta                | Nazione | Tempo   |
| ---- | --------------------- | ------- | ------- |
| 1    | Nadia Fanchini        | Italia  | 1:15,37 |
| 2    | Elena Curtoni         | Italia  | 1:15,81 |
| 3    | Johanna Schnarf       | Italia  | 1:16,00 |
| 4    | Anna Hofer            | Italia  | 1:16,14 |
| 5    | Federica Brignone     | Italia  | 1:16,30 |
| 6    | Verena Gasslitter     | Italia  | 1:16,36 |
| 7    | Verena Stuffer        | Italia  | 1:16,54 |
| 8    | Laura Pirovano        | Italia  | 1:16,89 |
| 9    | Lisa Magdalena Agerer | Italia  | 1:17,27 |
| 10   | Asja Zenere           | Italia  | 1:17,36 |

Data: 25 marzo

Località: Sella Nevea

Ore: 10.00 (UTC+1)

Pista: 

Partenza: 1 640 m s.l.m.

Arrivo: 1 120 m s.l.m.

Dislivello: 520 m

Tracciatore: Alberto Ghidoni

#### Slalom gigante
La gara, originariamente in programma il 30 marzo a Monte Pora, è stata annullata.

#### Slalom speciale
| Pos. | Atleta                  | Nazione   | Tempo   |
| ---- | ----------------------- | --------- | ------- |
| 1    | Irene Curtoni           | Italia    | 1:26,41 |
| 2    | Chiara Costazza         | Italia    | 1:26,53 |
| 3    | Federica Brignone       | Italia    | 1:27,39 |
| 4    | Martina Dubovská        | Rep. Ceca | 1:27,82 |
| 5    | Vera Tschurtschenthaler | Italia    | 1:27,83 |
| 6    | Lucrezia Lorenzi        | Italia    | 1:28,07 |
| 7    | Marta Bassino           | Italia    | 1:28,24 |
| 8    | Michela Azzola          | Italia    | 1:28,47 |
| 9    | Lara Della Mea          | Italia    | 1:28,90 |
| 10   | Sabine Krautgasser      | Italia    | 1:29,12 |

Data: 29 marzo

Località: Monte Pora

1ª manche:

Ore: 

Pista: 

Partenza: 1 708 m s.l.m.

Arrivo: 1 550 m s.l.m.

Dislivello: 158 m

Tracciatore: Luca Liore

2ª manche:

Ore: 

Pista: 

Partenza: 1 708 m s.l.m.

Arrivo: 1 550 m s.l.m.

Dislivello: 158 m

Tracciatore: Cesare Pastore

#### Combinata
| Pos. | Atleta            | Nazione | Tempo   |
| ---- | ----------------- | ------- | ------- |
| 1    | Federica Brignone | Italia  | 1:53,94 |
| 2    | Johanna Schnarf   | Italia  | 1:54,15 |
| 3    | Marta Bassino     | Italia  | 1:54,92 |
| 4    | Laura Pirovano    | Italia  | 1:56,66 |
| 5    | Verena Gasslitter | Italia  | 1:56,71 |
| 6    | Elena Fanchini    | Italia  | 1:56,78 |
| 7    | Nicol Delago      | Italia  | 1:57,44 |
| 8    | Jole Galli        | Italia  | 1:57,57 |
| 9    | Roberta Melesi    | Italia  | 1:57,80 |
| 10   | Costanza Oleggini | Italia  | 1:57,98 |

Data: 24 marzo

Località: Sella Nevea

1ª manche:

Ore: 14.00 (UTC+1)

Pista: 

Partenza: 1 720 m s.l.m.

Arrivo: 1 120 m s.l.m.

Dislivello: 600 m

Tracciatore: Alberto Ghezze

2ª manche:

Ore: 

Pista: 

Partenza: 

Arrivo: 

Dislivello: 

Tracciatore: Devid Salvadori